# Flaga San Jose

Flaga San José to trzy kolorowe pasy. Górny (1/4 flagi) jest jasnopomarańczowy, środkowy (1/2 flagi) jest biały, a dolny (1/4 flagi) jest granatowy. Na środku białego pasa znajduje się  pieczęć San José, jednak kolor żółty pieczęci zamieniono na pomarańcz.